# Ralf Heuschkel
Ralf Heuschkel (* 16. September 1962) ist ein ehemaliger deutscher Fußballspieler. In Hermsdorf und Gera bestritt er in den 1980er Jahren Zweitligafußball.

## Sportliche Laufbahn
In der Rückrunde der Saison 1980/81 wurde der 18-jährige Ralf Heuschkel bei der Betriebssportgemeinschaft Motor Hermsdorf erstmals in der zweitklassigen DDR-Liga eingesetzt. Vom 18. Spieltag an wurde er in den restlichen fünf Punktspielen eingesetzt, spielte als Linksaußenstürmer und führte sich mit drei Treffern auch als Torschütze ein. Da die BSG Motor absteigen musste, verbrachte Heuschkel die Saison 1981/82 in der drittklassigen Bezirksliga. Als Bezirksmeister gelang der Mannschaft der sofortige Wiederaufstieg in die DDR-Liga, und Heuschkel gelang es, sich in der Stammelf zu etablieren. Er fehlte bei den 22 Punktspielen nur bei einer Partie, und als rechter Stürmer wurde er mit acht Treffern Torschützenkönig der Hermsdorfer.
Da Motor Hermsdorf auch in der Spielzeit 1982/83 den Klassenerhalt nicht schaffte, wechselt Ralf Heuschkel zum DDR-Ligisten BSG Wismut Gera. Dort gelang es Heuschkel zunächst nicht, wieder zum Stammspieler zu werden. Von den 22 Ligaspielen absolvierte er 1983/84 nur 14 Begegnungen, von denen er keine Partie über die volle Spieldauer überstand. Den Durchbruch schaffte Heuschkel erst in der Spielzeit 1984/85, die erstmals über 34 Runden ausgetragen wurde. Heuschkel bestritt 31 Spiele, in denen er hauptsächlich als Mittelstürmer eingesetzt wurde. Er schoss 14 Tore und wurde nach 1983 erneut Torschützenkönig seiner Mannschaft. 1985/86 kam Heuschkel verletzungsbedingt nur auf 24 Ligaspiele, von denen er auch nur elf Begegnungen über 90 Minuten absolvierte. Seine letzte DDR-Liga-Saison bestritt Heuschkel 1986/87, in der er lediglich in der Hinrunde in acht Ligaspielen eingesetzt wurde. Beim fünften Einsatz erzielte er auch sein Letztes Tor in der DDR-Liga.
Im November 1987 wurde Ralf Heuschkel für 18 Monate zum Wehrdienst in der Nationalen Volksarmee eingezogen. Während dieser Zeit wurde es ihm ermöglicht, in der Bezirksliga-Elf der Armeesportgemeinschaft Vorwärts Gera weiter Fußball zu spielen. Nach der Entlassung aus dem Militärdienst kehrte Heuschkel wieder zur BSG Wismut Gera zurück, spielte dort aber nur noch mit der 2. Mannschaft in der Bezirksliga. Eine Rückkehr in den höheren Ligabereich gab es für ihn nicht mehr.
Nach dem Ende seiner aktiven Laufbahn als Fußballspieler war er bis in die 2000er Jahre als Trainer bei verschiedenen unterklassigen Fußballmannschaften im Thüringer Raum tätig.